# Portugals damlandslag i handboll
Portugals damlandslag i handboll representerar Portugal i internationell handboll. Landslaget styrs av Federação de Andebol de Portugal och deltar i internationella handbollstävlingar. Lagets första framträdande var i EM 2008 där de kom 16:e plats. De har inte deltagit i varken OS eller VM.